# Stomatosema obscurum
Stomatosema obscurum är en tvåvingeart som först beskrevs av Boris Mamaev 1967.  Stomatosema obscurum ingår i släktet Stomatosema och familjen gallmyggor. Inga underarter finns listade i Catalogue of Life.